# Belintersat
A Belintersat é uma organização para desenvolver o sistema nacional de comunicações e transmissão via satélite da República da Bielorrússia. A mesma também está envolvida no projeto e desenvolvimento do satélite Belintersat 1.

## Objetivo
A Belintersat está envolvida na criação de um sistema nacional de comunicação e transmissão via satélite para a Bielorrússia.
As funções que a organização realiza são as seguintes:
Operar satélite (operação do satélite de comunicações Belintersat 1 e fornecimento de recursos para satélite);
Fornecer serviços de telecomunicações por satélite e de informação geográfica (proporcionando canais de comunicação, de radiodifusão e de banda larga);
Integração de telecomunicações por satélite e sistemas de informação geográfica (concepção e implementação das comunicações por satélite e de televisão e monitoramento aeroespacial). 
A empresa realiza a criação e desenvolvimento do sistema de comunicação por satélite para a República da Bielorrússia que consiste no projeto para o lançamento  do satélite Belintersat 1.